# Guilherme de Saint-Calais
Guilherme de Saint-Calais (Bayeux, c. 1030 – 2 de janeiro de 1096) foi um clérigo e administrador anglo-normando, próximo conselheiro dos dois primeiros reis normandos de Inglaterra Guilherme o Conquistador e Guilherme o Ruivo. Foi bispo de Durham a partir de 1080. Foi sugerido que poderia ser um dos pensadores e organizadores da investigação que levou à redação do Domesday Book.

## Biografia
Foi um monge normando medieval, abade da abadia de Saint-Vincent em Le Mans, no Maine, que foi nomeado pelo rei Guilherme I da Inglaterra como bispo de Durham em 1080. Durante seu mandato como bispo, Saint-Calais substituiu os cânones do capítulo de sua catedral por monges e iniciou a construção da Catedral de Durham. Além de seus deveres eclesiásticos, ele serviu como comissário para o Domesday Book. Ele também foi conselheiro do rei Guilherme I e de seu filho, o rei Guilherme II. Após a ascensão de Guilherme II (o Ruivo) ao trono em 1087, Saint-Calais é considerado pelos estudiosos como o principal conselheiro do novo rei.
No entanto, quando o tio do rei, Odo de Bayeux, levantou uma rebelião contra o rei em 1088, Saint-Calais foi envolvido na revolta. Guilherme II (o Ruivo) sitiou Saint-Calaiss na fortaleza do bispo de Durham, e mais tarde o levou a julgamento por traição. Um registro contemporâneo desse julgamento, o De Iniusta Vexacione Willelmi Episcopi Primi, é o mais antigo relato contemporâneo detalhado de um julgamento estatal inglês. Preso por um breve período, Saint-Calais foi autorizado a ir para o exílio depois que seu castelo em Durham foi entregue ao rei. Ele foi para a Normandia, onde se tornou o principal conselheiro de Robert Curthose, duque da Normandia, o irmão mais velho de Guilherme II (o Ruivo). Em 1091, Saint-Calais voltou para a Inglaterra e recuperou o favor real.

Na Inglaterra, Saint-Calais tornou-se mais uma vez o principal conselheiro do rei. Em 1093, ele negociou com Anselmo, Abade de Bec, a respeito de Anselmo se tornar arcebispo da Cantuária; em 1095 foi Saint-Calais quem processou o caso real contra Anselmo depois que ele se tornou arcebispo. Durante seu bispado, Saint-Calais abasteceu a biblioteca da catedral com livros, especialmente textos de direito canônico. Ele também defendeu ativamente o norte da Inglaterra contra ataques escoceses. Antes de sua morte, ele fez as pazes com Anselmo, que abençoou e consolou Saint-Calais em seu leito de morte.

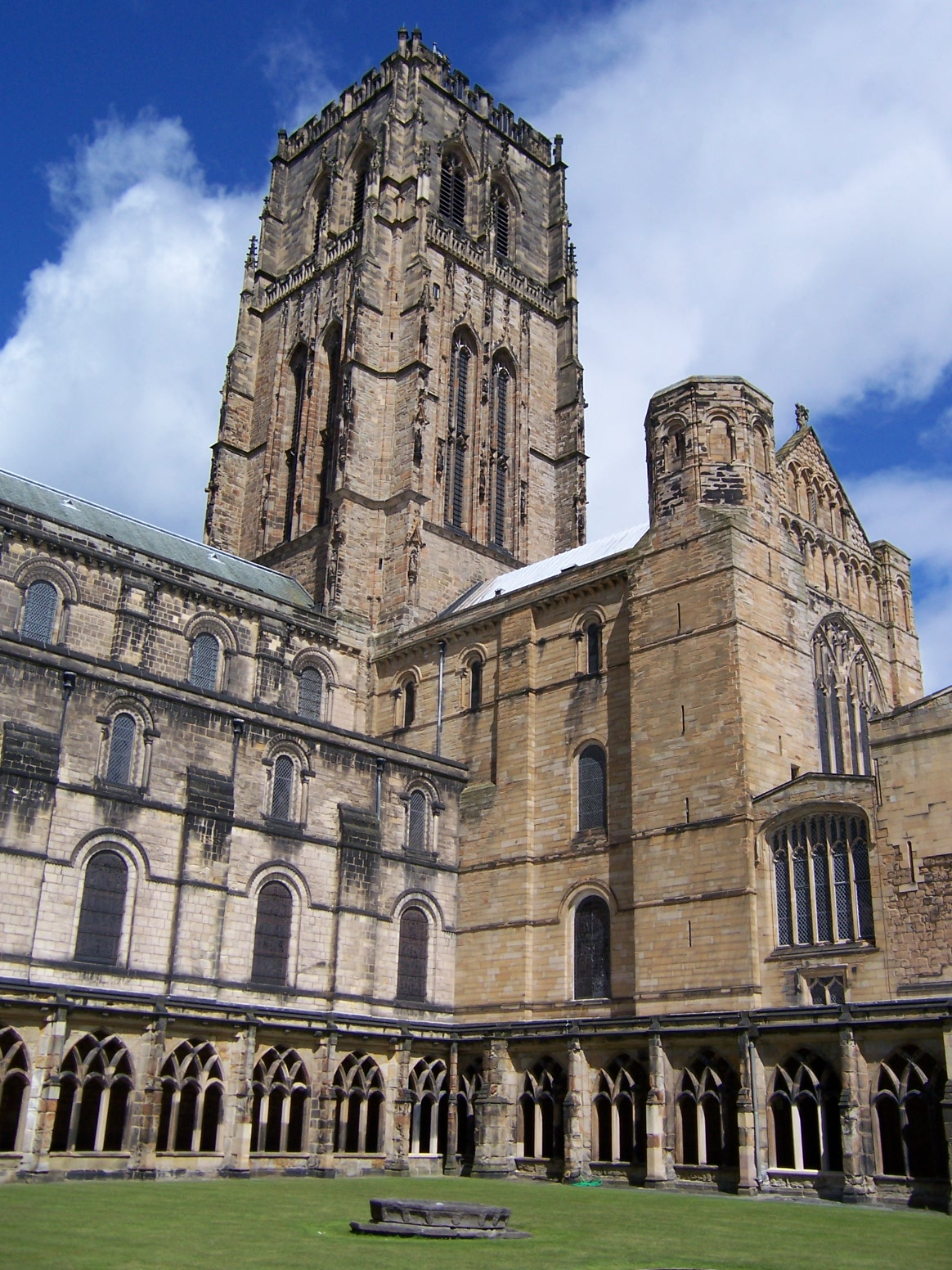
A catedral de Durham (século XI) é um dos edifícios cuja construção se deve a Guilherme de Saint-Calais.